# Couze (Corrèze)
Die Couze ist ein Fluss in Frankreich, der im Département Corrèze in der Region Nouvelle-Aquitaine verläuft. Sie entspringt im Gemeindegebiet von Favars, entwässert generell in südwestlicher Richtung durch ein dünn besiedeltes Gebiet und mündet nach rund 15 Kilometern bei Puymaret, im Gemeindegebiet von Malemort-sur-Corrèze als rechter Nebenfluss in die Corrèze. Auf ihrem Weg durchquert sie die Stauseen Étang de Lachamp und Barrage de la Couze.

## Orte am Fluss
- Saint-Germain-les-Vergnes
- Venarsal
- Puymaret, Gemeinde Malemort-sur-Corrèze